# Митниця (фільм)
«Митниця» — радянський повнометражний кольоровий художній фільм, поставлений на Кіностудії «Ленфільм» в 1982 році режисером Олександром Муратовим.
Прем'єра фільму в СРСР відбулася 9 листопада 1982 року.

## Зміст
Юрій Хорунжий – працівник митної служби. Йому належить розслідувати справу про контрабанду золота. Винний на перший погляд лікар виявляється просто спритно підставленим хитрим контрабандистом, від якого вже тягнеться кривавий слід.

## Ролі
- Михайло Боярський — Юрій Хорунжий, початківець митник
- Валентин Гафт — Володимир Миколайович Нікітін, досвідчений митник, начальник групи огляду
- Вадим Яковлів — Микола Дельков, судновий механік, контрабандист
- Володимир Єрьомін — Вітя Малишев, судновий лікар
- Тетяна Ташкова — Наталя, дружина Малишева
- Валерій Захар'єв — Пашка
- Юрій Башков — Євсеїч
- Віктор Іллічов — Громов, судновий механік
- Іван Краско — Кіннотників, зав. медичного складу, подільник Делькова
- В'ячеслав Сорокін — Перов, митник
- Костянтин Бутаєв — Серапян, початківець митник

## В епізодах
| - Вадим Андрієв — епізод - Валентин Головко - Герберт Дмитрієв - Марина Крутікова - Любов Малиновська — сусідка Делькова - Рудольф Челіщев - Петро Шелохонов — начальник митниці | - Дмитро Шулькін - Олександр Пестов - Олег Василюк - Іван Ганжа - В. Кодінцев - Ольга Кірсанова-Миропільська — пасажирка в аеропорту (в титрах не вказана) |

## Знімальна група
- Автор сценарію — Володимир Мазур
- Режисер-постановник — Олександр Муратов
- Оператор-постановник — Володимир Васильєв
- Художник-постановник — Євген Гуків
- Композитор — Олександр Михайлов
- Звукооператор — Галина Горбоносова
- Режисер — Людмила Кривицька
- Оператор — В. Амосенко
- Монтаж — Гюльсюм Субаєва
- Художник-гример — Л. Завіткова
- Художник по костюмах — Ю. Колотко
- Комбіновані зйомки:
  - Оператор — Г. Кокорєв
  - Художник — Л. Холмов
- Головний консультант — радник митної служби 2-го рангу Г. Чмель
- Консультанти — О. Савін, А. Казакевич
- Редактор — Всеволод Шварц
- Режисерська група — Є. Котлякова, С. Трусова, Л. Громова
- Художник-декоратор — М. Герасимов
- Художник-фотограф — С. Кацев
- Асистенти оператора — С. Вершинін, А. Миропольский
- Майстер по світлу — Л. Петров
- Адміністративна група - Б. Шейнін, А. Ревенко, П. Самойленко, Л. Разуваєв
- Постановники трюків — Олександр Масарський, Дмитро Шулькін
- Директор картини — Поліна Борисова
- Фільм знятий на плівці Шосткинського п/о «Свема».